# Alphaville (banda)
Alphaville é uma banda alemã de synth-pop que ganhou popularidade nos anos 1980. Antes de se tornar Alphaville, a banda chamava-se "Forever Young", que mais tarde seria o título de uma de suas canções mais lembradas. Dentre seus maiores sucessos, destacam-se as canções "Big in Japan", "Forever Young", "Sounds Like a Melody" e "Dance With Me".

## Biografia

### Formação
A banda Alphaville foi formada em meados de 1982, quando Marian Gold e Bernhard Lloyd se uniram no projeto musical Nelson Community. Alguns meses depois, Frank Mertens juntou-se ao projeto. Juntos os três escreveram a canção Forever Young e gravaram sua primeira demo com o mesmo nome. Em 1984, o recentemente nomeado Alphaville lançou seu primeiro single de estreia, "Big in Japan", que Gold escreveu em 1979 após escutar a banda Big in Japan, do artista Holly Johnson.

### Forever Young (1984)
Na primavera de 1984 a banda lançou seu álbum de estreia, Forever Young, produzido por Colin Pearson, Wolfgang Loos e Andreas Budde. Apesar de seu sucesso, Frank Mertens deixou a banda no mesmo ano e foi substituído por Ricky Echolette em janeiro de 1985, que foi creditado apenas no álbum Afternoons in Utopia. A canção Forever Young é um trabalho esperançoso que celebra as virtudes da juventude, mas que também trazem consigo receios acerca do envelhecimento e da morte. A canção foi escrita durante a Guerra Fria e muitos artistas da época utilizavam-se de suas músicas para expressarem o que sentiam a respeito.

"Hoping for the best, but expecting the worst; are you gonna drop the bomb or not?"— Trecho da canção Forever Young
"Big in Japan" foi o maior sucesso da banda na Alemanha, Grécia, Suíca, Turquia, Venezuela e na Billboard Dance Music. O single também alcançou grandes posições na Itália, Holanda, Noruega, Austria, Irlanda e África do Sul, sendo o único single da banda que entrou no Top 20 da Inglaterra, atingindo a 8ª posição. A canção Big in Japan fala de um casal tentando se livrar do vício em heroína. Os dois imaginam o quão maravilhoso seria estar apaixonado sem a droga, num mundo em que eles não precisariam roubar nem se prostituir para conseguir sustentar seu vício, sentindo emoções reais. Até hoje a estação de trem mencionada na letra da canção é muito frequentada por dependentes de drogas, e foi por esse motivo que o local foi mencionado na canção: 

"Shall I stay here at the zoo or should I go and change my point of view for other ugly scenes?"— Trecho da canção Big in Japan
Os próximos dois singles da banda, "Sounds Like a Melody" e "Forever Young" também foram muito bem sucedidos nas paradas europeias, apesar de não ter conseguido um sucesso expressivo nas paradas americanas. Após boatos de que a estrela da época Laura Branigan tivesse feito um cover da canção para seu próximo álbum, Hold Me, a canção foi relançada com um single nos Estados Unidos, mas ainda assim não atingiu grande popularidade entre os americanos. A versão de Laura possuía cortes e era menor do que a original, que ela cantava como uma canção encore em quase todos os shows que ela fazia, até sua morte em 2004. A versão de Alphaville foi lançada ainda uma terceira vez nos Estados Unidos em 1988, para promover a coletânea Alphaville: The Singles Collection, e alcançou a 65ª posição, sua posição mais alta (e também a última) atingida por um single na Billboard Hot 100.
Lançamentos internacionais de Forever Young seguiram em 1989, 1993, 1996, 1999, 2001, 2005 e 2009. Muitas versões da canção foram lançadas por outros artistas, canções estas que muitas vezes foram erroneamente atribuídas à Marian Gold e Laura Branigan.

### Afternoons in Utopia (1986)
Em 1986 foi lançado o terceiro álbum da banda, Afternoons in Utopia, cujo primeiro single "Dance With Me" atingiu o Top 20 na Alemanha, França, Noruega, Suécia, Suíca e África do Sul; na Austria e Itália, atingiu o Top 30. O segundo single do álbum foi a canção "Universal Daddy". Como terceiro single, a banda lançou "Jerusalem" exclusivamente na Alemanha, enquanto lançaram "Sensations" na Austria, França, Holanda e Suíça. O último single do álbum foi "Red Rose", em 1987.

### The Breathtaking Blue (1989)
Um novo LP foi lançado em 1989 sob o título de The Breathtaking Blue, que incluía os singles "Romeos" e "Mysteries of Love". O álbum foi lançado como um CD+G que incluía fotos em preto e branco da banda com as letras originais das canções e tradução alemã. Como uma alternativa aos vídeos clipes musicais, a banda recrutou nove diretores para criar um filme intitulado Songlines, baseado nas letras das canções do álbum.

### Prostitute (1994) e Salvation (1997)
O próximo álbum da banda, Prostitute, só foi lançado em 1994. O primeiro single lançado foi "Fools", seguido pelo segundo e último do álbum, "The Impossible Dream". Durante a turnê do álbum, Robbie France se juntou a banda na bateria e em 1997, Rick Echolette deixou o grupo.
O álbum Salvation, um breve retorno às origens musicais da banda, foi lançado em 1997.

## Discografia
- 1984 - Forever Young
- 1986 - Afternoons in Utopia
- 1988 - The Singles Collection
- 1989 - The Breathtaking Blue
- 1992 - First Harvest (1984-92)
- 1994 - Prostitute
- 1997 - Salvation
- 1999 - Salvation (EUA)
- 1999 - Dreamscapes (Limited 8Cds)
- 1999 - Visions - of Dreamscapes (Brasil)
- 2000 - Stark Naked and Absolutely Live
- 2001 - Forever Pop
- 2003 - Crazy Show Excerpts
- 2003 - Crazy Show (Limited)
- 2010 - Catching Rays on Giant
- 2010 - Catching Rays on Giant (Deluxe + DVD)
- 2017 - Strange Attractor

## Singles
- "Big in Japan "(01/84)
- "Sounds Like a Melody" (05/84)
- "Forever Young" (09/84)
- "A Victory of Love"
- "Jet Set" (03/85)
- "Dance With Me" (03/86)
- "Universal Daddy" (11/87)
- "Jerusalem" (11/86)
- "Sensations" (11/86)
- "Red Rose" (87)
- "Forever Young" (08/88)
- "Romeos" (03/89)
- "Summer Rain"(06/89)
- "Mysteries of Love" (05/90)
- "Big in Japan" '92(02/92)
- "Big in Japan" '92 remix (03/92)
- "Fools" (07/94)
- "The Impossible Dream" (12/94)
- "Wishful Thinking"(07/97)
- "Flame" (Promo 06/97)
- "Flame" (EUA, 99)
- "Soul Messiah" (EUA, 99)
- "Dance with Me" (Mix 09/01)
- "Forever Young" 2001 (09/01)
- "Elegy" (Edição limitada, 01/03)
- "I Die For You Today" (10/10)
- "Song For no One" (But Myself) (03/11)
- "Heartbreak City" (07/68)

## Em Portugal
Os Alphaville passaram por Portugal pela 1ª vez durante a Expo 98 em Junho, e na mesma semana foram ao programa televisivo da SIC "Roda dos Milhões". No ano seguinte, em 1999 foram até Lever no distrito do Porto, num concerto de entrada gratuita, realizado em uma segunda-feira, 26 de Julho de 1999.
Em 2010 estiveram em Lisboa no Campo Pequeno, a 26 de Março.
No mesmo ano estiveram em Évora no dia 31 de Julho para o "Festival Alentejo", e no dia 11 de Setembro em Águeda para a "Festa do Leitão".

## No Brasil
Apesar da ser bastante desconhecido por muitos, a banda Alemã esteve no Brasil em 1999, para seis shows, nas cidades de São Paulo, Rio de Janeiro, Curitiba, Porto Alegre, Belo Horizonte e Fortaleza. Porém, por causa de problemas com os organizadores, que os trouxeram ao pais e fora a falta de divulgação na época, a banda só conseguiu fazer o show em São Paulo, na casa de show da Vila Olímpia, o Via Funchal, em 19 de Setembro de 1999 e foi ao programa do Raul Gil dias antes.  Eles também lançaram uma exclusiva do coletânea para o país, que foi Visions - of Dreamscapes (Brasil) de 1999, na mesma época da turnê ao Brasil.